# Praktykabel
Praktykabel – niewidoczny dla widza drewniany element konstrukcyjny, który służy do wspomagania dekoracji teatralnej, służy także za podest dla aktorów. Jest to konstrukcja łatwa do składania i przenoszenia. Praktykabel to także składane siedzenie dla widza bez oparcia, przymocowane do stałego rzędu foteli (straponten).